# توماس إي. برينان
توماس إي. برينان (بالإنجليزية: Thomas E. Brennan)‏ هو قاضي ومحامي أمريكي، ولد في 27 مايو 1929 في ديترويت في الولايات المتحدة، وتوفي في 29 سبتمبر 2018.